# Federico da Montefeltro
Federico III da Montefeltro lub też Frederico di Montefeltro (ur. 7 czerwca 1422 – zm. 10 września 1482 w Ferrarze), władca Urbino od roku 1444 do śmierci (od 1474 książę) z dynastii Montefeltro był jednym z najbardziej wyróżniających się kondotierów włoskiego renesansu, gonfaloniere papieski.
Znany jako fundator wielkiej biblioteki w Urbino, która w latach świetności nieznacznie tylko ustępowała Bibliotece Watykańskiej, a także jako mecenas rozlicznych twórców, którzy przebywali na jego dworze w Palazzo Ducale w Urbino, jednej z pereł architektury wczesnego renesansu, dzieła Luciana Laurany i Francesca di Giorgio Martiniego.

## Młodość

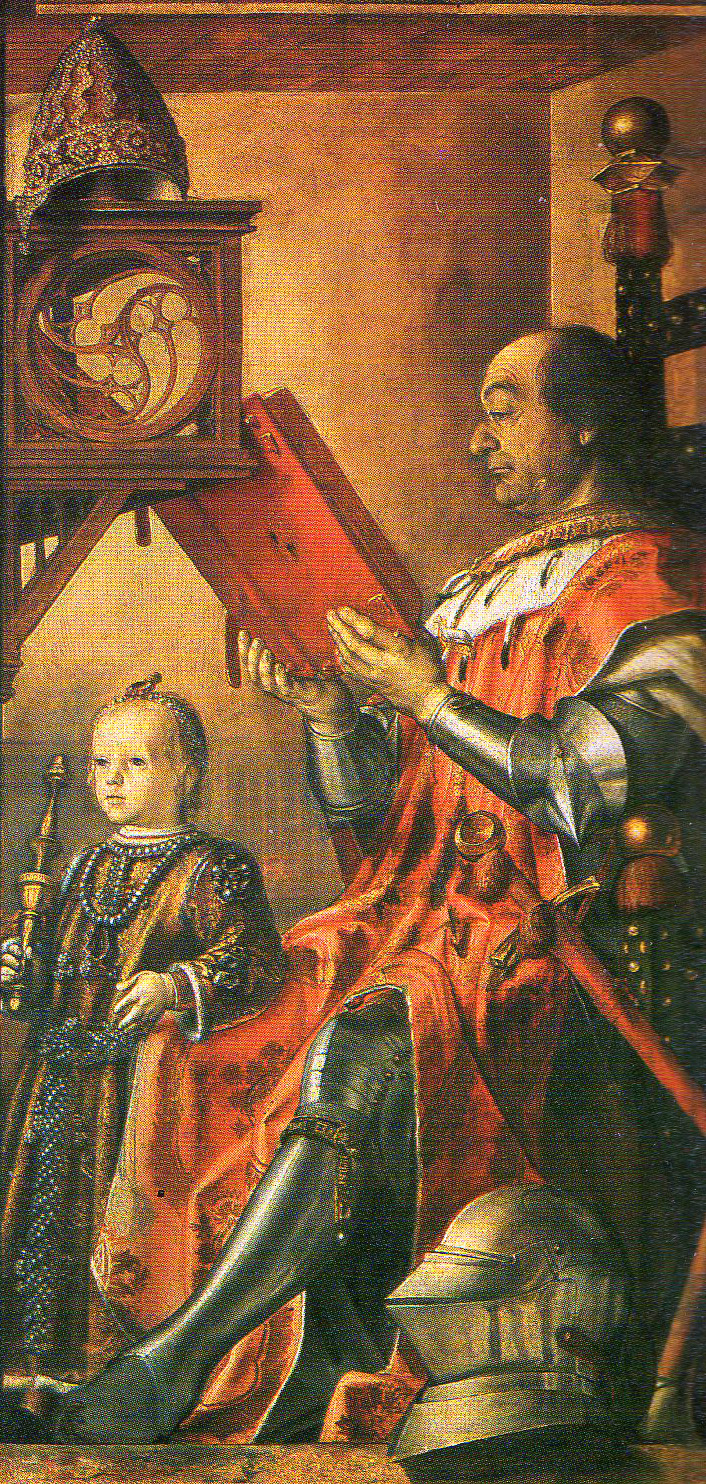
Federico da Montefeltro z synem Guidobaldo, mal. Pedro Berruguete.

Federico przyszedł na świat w Castello di Petroia w Gubbio jako nieślubny syn Guidantonia da Montefeltro, władcy Urbino, Gubbio i Casteldurante, księcia Spoleto. W dwa lata później został, decyzją papieża Marcina V i za zgodą żony Guidantonia, Cateriny Colonna, bratanicy papieskiej, uznany pełnoprawnym członkiem rodu Montefeltro.
Zgodnie z postanowieniami traktatu pokojowego, kończącego w roku 1433 wojnę lombardzką, przebywał kilka lat w Wenecji i Mantui jako zakładnik. Po uwolnieniu został, w roku 1437, pasowany na rycerza przez cesarza Zygmunta Luksemburczyka W tym samym roku poślubił w Gubbio Gentilę Brancaleoni.
Jako szesnastolatek rozpoczął, pod wodzą Niccola Piccinina, karierę zaciężnego żołnierza. W roku 1441 odznaczył się przy zdobywaniu zamku San Leo, który miał zostać w rękach Federica do końca życia. Po rezygnacji Piccinina udał się do Pesaro, by bronić miasta przed zakusami swego największego wroga w regionie Marche, Sigismonda Pandolfo Malatesty, władcy Rimini.
22 lipca 1444 roku zginął z rąk skrytobójców brat przyrodni Federica, Oddantonio da Montefeltro, niedawno obdarowany mitrą książęcą przez papieża Eugeniusza IV. Federico, który prawdopodobnie uczestniczył w spisku, ale którego nigdy nie pociągnięto do odpowiedzialności, natychmiast przejął władzę nad Urbino. Sytuacja finansowa małego księstwa była jednak tak zła, że nowy władca musiał nadal parać się wojaczką.

## Kondotier
Swą pierwszą condottę odbył dla Francesca Sforzy, na czele 300 zbrojnych). Sforzy też przekazał pod opiekę Pesaro, a za zarobione 13 000 florenów nabył Fossombrone, co rozwścieczyło Malatestę. Jednak mimo zwycięstw Federica, panowanie Sforzów w regionie nie trwało długo i gdy Francesco wycofał się do Lombardii Sigismondo wywołał zamieszki w Fossombrone, ale Federico w trzy dni odzyskał miasto.
Po sześciu latach służby dla Florencji, Federico w roku 1450 ponownie został wynajęty przez Sforzę, ówcześnie księcia Mediolanu. Nie mógł jednak podjąć swych obowiązków, ponieważ w czasie jakiegoś turnieju stracił prawe oko. Na jego kalectwie skorzystał Malatesta, który objął jego stanowisko, zaś Federico październiku 1451 przyjął propozycję Alfonsa I, króla Neapolu, by walczyć dlań przeciwko Florencji. Po utracie oka Federico – człowiek, któremu nieobce były spiski i intrygi, jeden z przywódców, którzy zainspisowali Niccolò Machiavellego do napisania Il Principe – przeszedł operację usunięcia nasady nosa, co poprawiło pole widzenia jego jedynego oka i pozwoliło na powrót do dowodzenia w polu.
W roku 1453 neapolitańską armię zaatakowała malaria, Federicowi szczęśliwie udało się uniknąć choroby, lecz dowodzić nie miał kim. Pokój w Lodi, zawarty w roku następnym, odebrał mu kolejną okazję do wykazania się jako dowódca. Śmierć Alfonsa i jego ukochanego syna Buonconte w roku 1458, również nie wpłynęła na poprawę nastroju Federica. Szczęście uśmiechnęło się doń ponownie, kiedy papież Pius II, humanista jak on sam, uczynił go Gonfalonierem (chorążym) Świętego Kościoła Rzymskiego. Po serii znaczących dokonań w Królestwie Neapolu, walczył w regionie Marche przeciwko Malateście i zadał mu ciężką klęskę nad rzeką Cesano w pobliżu miejscowości Senigallia (1462). W roku następnym zajął Senigallię i Fano, a Sigismonda wziął do niewoli. Papież mianował go swym wikariuszem na zdobytych ziemiach.

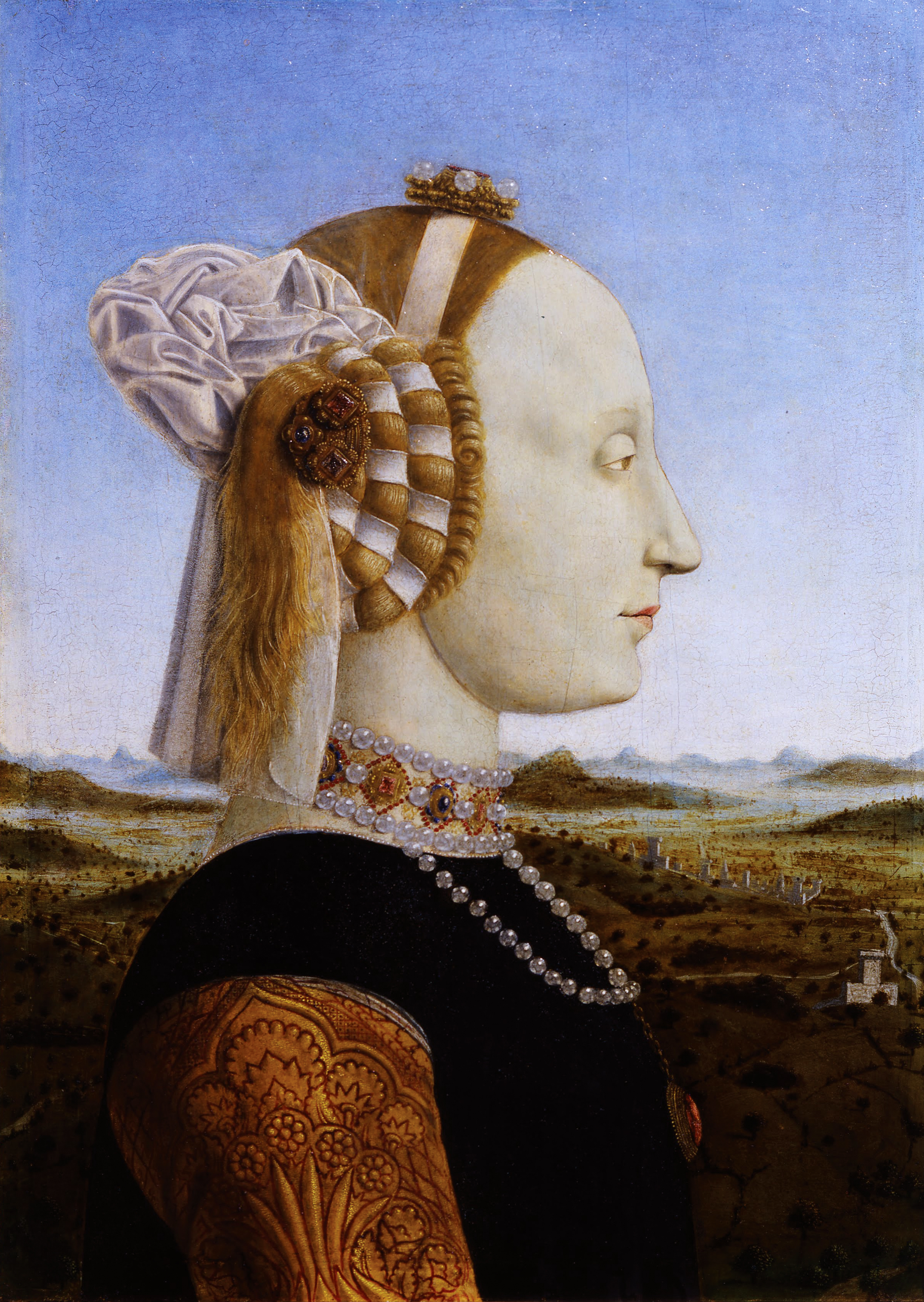
Battista Sforza, księżna Urbino. mal. Piero della Francesca.

W 1464 roku nowy papież Paweł II nakazał mu rozprawić się z rodem Anguillara, co Federico uczynił rozszerzając władzę papiestwa na północne Lazio. W roku następnym zdobył Cesenę i Bertinoro w regionie Emilia Romana. W 1466 zmarł Francesco Sforza, więc Federico udał się do Mediolanu, by pomóc młodemu synowi zmarłego, Galeazzo Sforza w zarządzaniu państwem oraz w prowadzeniu kampanii przeciwko innemu znanemu kondotierowi Bartolomeo Colleoniemu, m.in. walcząc w 1467 roku pod Molinellą. W 1469, na wieść o śmierci Sigismonda Pandolfo Malatesty, papież Paweł nakazał mu zająć Rimini. Federicowi było to zdecydowanie nie w smak: obawiał się, że wzrost sił papiestwa w tym regionie może w przyszłości zagrozić jego własnym posiadłościom w Urbino. Dlatego, wkroczywszy do Rimini, zatrzymał miasto dla siebie. Pobiwszy wojska papieskie w wielkiej bitwie stoczonej 30 sierpnia 1469, oddał miasto synowi Sigismonda, Roberto Malateście.
Konflikt rozwiązał się sam wraz z wyborem nowego papieża, Sykstusa IV, który ożenił swego ulubionego bratanka, Giovanniego Della Rovere, z córką Federica Giovanną, zaś samemu Montefeltremu (i jego potomkom) nadał w maju 1474 tytuł księcia Urbino; drugą córkę Elisabettę pojął za żonę Malatesta. Teraz Federico musiał walczyć przeciw swym dawnym patronom, florentyńskim Medyceuszom, ponieważ papież zamierzał wykroić z ich domeny państwo dla swego siostrzeńca Girolama Riario. I tak, w roku 1478, Federico został wmieszany w nieudany "spisek Pazzich".
Po śmierci drugiej żony Battisty (córki Alessandra Sforzy) zaczął spędzać coraz więcej czasu w swym wspaniałym pałacu w Urbino. W 1482 roku został wezwany do objęcia dowództwa armii Ferrary, która sposobiła się do wojny przeciw Wenecji, ale zachorował i zmarł niespodziewanie we wrześniu w Ferrarze.
Syn Federica, Guidobaldo, ożenił się z Elisabettą Gonzaga, dobrze wykształconą córką Federica I Gonzagi, władcy Mantui. Po śmierci Guidobalda w roku 1508, księstwo Urbino przeszło, przez Giovannę, w ręce papieskiej rodziny Della Rovere w osobie Franciszka Marii I.

## Człowiek renesansu

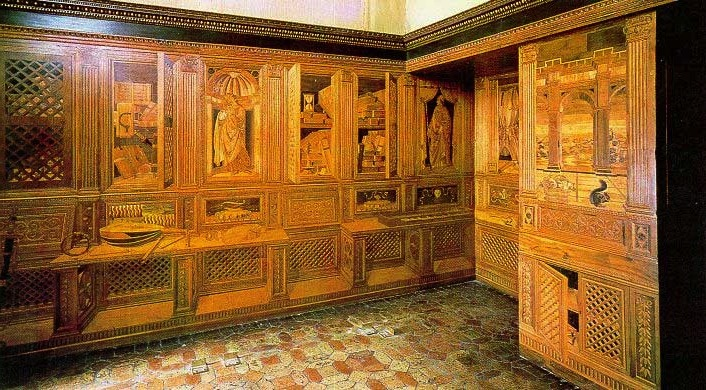
Studiolo Federico III da Montefeltro

Federico, nazywany "Światłem Italii", jest jedną z czołowych postaci w dziejach włoskiego renesansu dla swego wielkiego wkładu w rozwój oświeconej kultury. W swym niewielkim państwie zaprowadził ład i sprawiedliwość; zaangażował najlepszych kopistów i wydawców do pracy w jego prywatnym scriptorium, gdzie powstawała najbardziej obszerna, poza Watykanem, biblioteka ówczesnej Europy. On i jego potomni wspierali rozwój sztuk pięknych dając pieniądze na kształcenie takich artystów, jak np. Rafael. W swym wspaniałym pałacu w Urbino kazał wznieść słynne Studiolo, które w XIX wieku zostało sprzedane i znajduje się w Metropolitan Museum of Art w Nowym Jorku. Król Anglii Edward IV nadał mu tytuł kawalera Orderu Podwiązki; order jest widoczny, podwieszony pod lewym kolanem Federica na portrecie, który malował Pedro Berruguete.
Federico opiekował się rannymi żołnierzami i rodzinami poległych zapewniając, między innymi, posagi ich córkom. Często spacerował ulicami Urbino bez broni i straży, odwiedzając sklepy, warsztaty i mieszkania notabli. Wszyscy obywatele, niezależnie od pozycji, byli równi wobec prawa.
Wszystkie jego przedsięwzięcia, tak prywatne jak i publiczne, były finansowane z zysków, które zdobywał jako kondotier. Dzięki temu, że szczerze zajmował się bytem swych żołnierzy, byli mu oni bezgranicznie oddani, a w konsekwencji nigdy nie przegrał żadnej wojny.